# كشروت

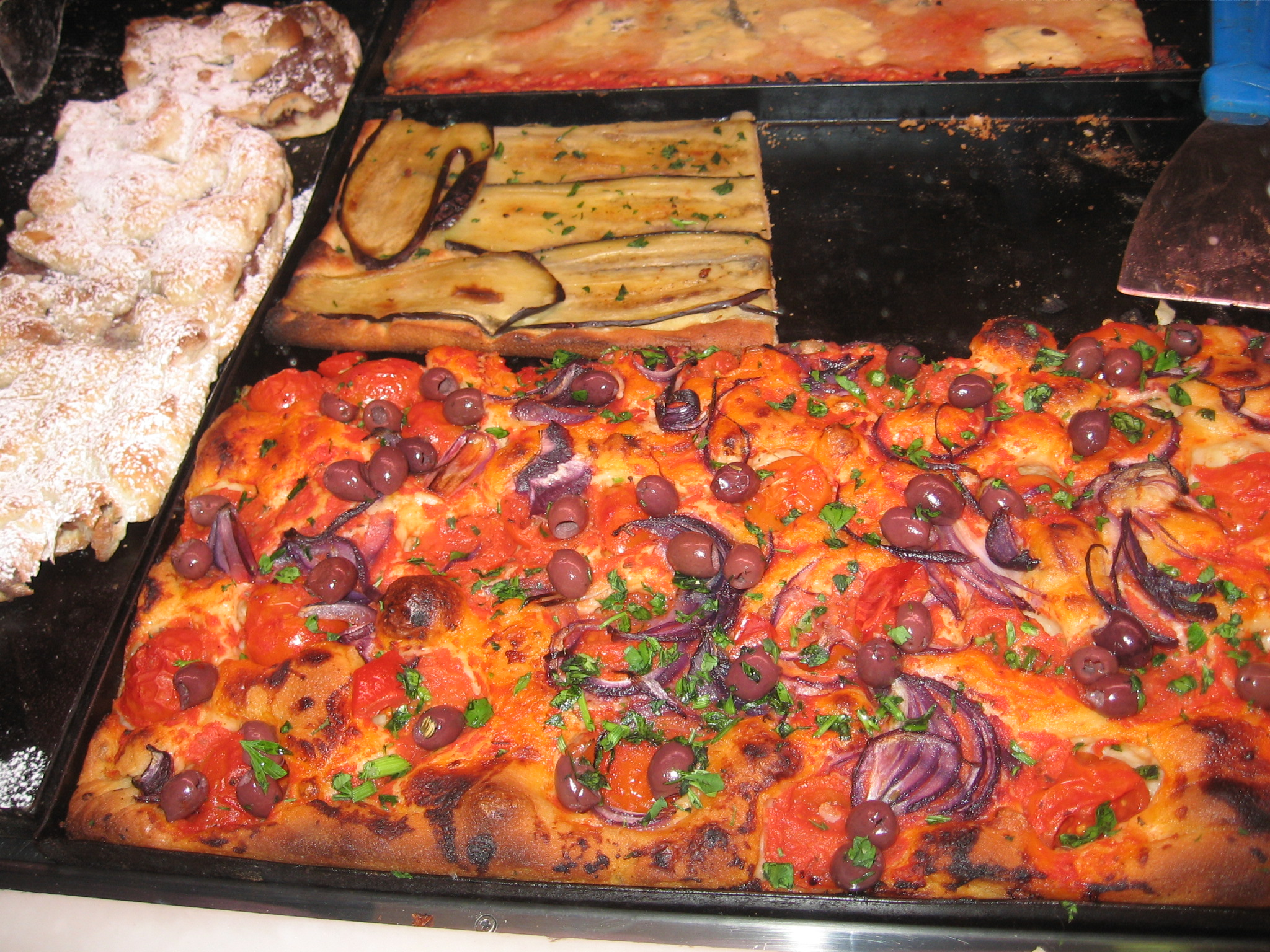

كوشر أو كشروت أو كَشير (بالعبرية: כשרות) هو الطعام الكوثر (الحلال) حسب الأحكام اليهودية، مثل الحلال في الإسلام. أما غير الكوشر فيسمى طريفه "טרפה". يسرد سفر اللاويين والتثنية مبادئ أحكام الكوشر لكن التفاصيل محددة في الشريعة الشفوية (مشناه وتلمود). وهي مرتبة في كتابات الحاخامات وفي شولحن عروك.
يقوم مبدأ الأكل الحلال في اليهودية على الفصل بين منتجات الحليب ومنتجات اللحوم، فلا يصح الخلط بينهما استناداً إلى تفسير تلمودي لنص توراتي، وكذلك تحريم بعض اللحوم كلحم الميتة، والحيوان غير المجتر، والذي ليس بحافره مفصل.